# Caterina va in città
Caterina va in città is een Italiaanse komische dramafilm onder regie van Paolo Virzì die werd uitgebracht in 2003 en is geschreven door Paolo Virzì en Francesco Bruni.

## Verhaal
Caterina Iacovoni is een verlegen en naïeve tiener die in Montalto di Castro woont. Haar vader Giancarlo geeft les in boekhouden op de middelbare school en haar moeder Agata is huisvrouw. Haar vader besluit om overplaatsing naar Rome te vragen. Een paar dagen voordat het schooljaar begint, verhuist het gezin naar Rome. Caterina gaat naar de achtste klas van de school die haar vader dertig jaar eerder bezocht.
De klas waarin waarin ze terecht komt is in tweeën gedeeld: enerzijds scholieren die sympathiseren met links onder leiding van Margherita; anderzijds een groep meisjes die sympathiseert met rechts, onder leiding van Daniela, de dochter van een politicus van de Nationale Alliantie. Ze wordt goede vrienden met Margherita. Deze vriendschap eindigt wanneer haar vader ontdekt dat ze dronken wordt en tatoeages krijgt. Na een periode van verbijstering gaat Caterina, haast zonder het te beseffen, over in Daniela's wereld, die bestaat uit feesten en luxe.
Caterina breekt echter ook met Daniela's wereld als ze hoort dat zij en haar vrienden haar als een loser beschouwen omdat ze saai en ouderwets is. Er vindt hierdoor tijdens de gymnastiekles een schermutseling plaats tussen Caterina en Daniela, waaraan ook Margherita meedoet om Caterina te verdedigen. Caterina rent weg en wordt door de politie gezocht. Ze gaat terug naar huis nadat ze haar Australische buurjongen Edward heeft ontmoet. Ondertussen ontdekt Giancarlo, teleurgesteld in zijn pogingen om toegang te krijgen tot de wereld van de elite en door het mislukken van zijn pogingen om een erotische roman te publiceren, dat zijn vrouw hem bedriegt met zijn jeugdvriend, en vertrekt op zijn motorfiets zonder iets van zich te laten horen. Caterina slaagt voor haar achtste klas en ze gaat met haar moeder op vakantie nadat ze afscheid genomen heeft van Edward met een zoen. Aan het eind blijkt dat ze haar grote droom om naar het conservatorium te gaan realiseert.

## Rolverdeling
- Alice Teghil als Caterina Iacovoni
- Sergio Castellitto als Giancarlo Iacovoni
- Margherita Buy als Agata Iacovoni
- Federica Sbrenna als Daniela Germano
- Claudio Amendola als Manlio Germano
- Carolina Iaquaniello als Margherita Rossi Chaillet
- Giulia Elettra Gorietti als Giada
- Zach Wallen als Edward
- Galatea Ranzi als Livia
- Michele Placido als zichzelf
- Roberto Benigni als zichzelf